# Siegener Zeitung
Die Siegener Zeitung ist die auflagenstärkste Tageszeitung im Kreis Siegen-Wittgenstein.

## Geschichte
1810 beteiligte sich der 1803 von einem Hof bei dem oberbergischen Dorf Nümbrecht nach Siegen zugewanderte Jacob Heinrich Vorländer (1764–1825), Inhaber einer Weinwirtschaft und eines Wein- und Eisenhandels, an einer Siegener Buchdruckerei. 1813 ging sie in sein Alleineigentum über. Dort erschien neben anderen regionalen Schriften von Juli 1816 bis zum 26. Dezember 1817 das Siegenische Wochenblatt. Es sah sich in der Nachfolge der Dillenburgischen Intelligenz-Nachrichten. Weinhandel und Weinwirtschaft gab die Verlegerfamilie bald auf.

Im Oktober 1822 erhielt der Verleger die Genehmigung zur Herausgabe eines „Intelligenz- und Wochenblatts“, und zwar entsprechend den damaligen obrigkeitsstaatlichen Bedingungen „vorbehaltlich jeder von der Regierung für nötig erachteten Einschränkung oder gänzlichen Zurücknahme dieser Entscheidung.“ Er wurde zudem verpflichtet, ein Belegexemplar der Königlichen Regierung in Arnsberg zuzusenden. Außerdem musste er alle von dieser Regierung und vom Landrat „zugefertigten Bekanntmachungen von Polizei- und anderen öffentlichen Landes-Angelegenheiten“ unentgeltlich in das Blatt aufnehmen. Ab dem 10. Januar 1823 erschien das ursprünglich als Siegenisches wöchentliches Intelligenzblatt geplante, dann jedoch mit Erscheinen umbenannte Siegerländer Intelligenz-Blatt. 

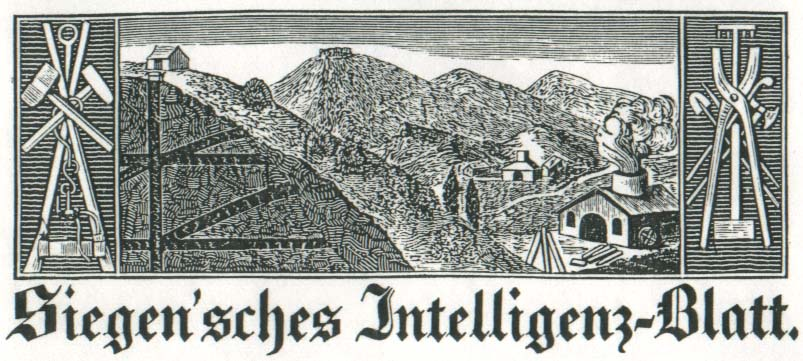
Vorläufer, 1831–1834

1831 änderte man den Titel in Siegen’sches Intelligenz-Blatt, 1835 in Intelligenzblatt für die Kreise Siegen und Wittgenstein, im Februar 1843 in Intelligenzblatt für die Kreise Siegen, Wittgenstein und Altenkirchen, 1867 in Siegener Kreisblatt und schließlich seit 1873 in Siegener Zeitung.

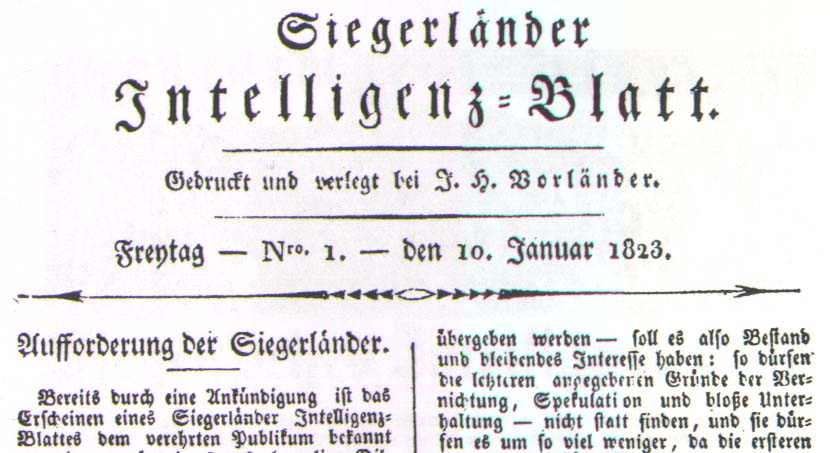
Vorläufer, 10. Januar 1823

Seit 1893 erschien die Zeitung täglich. Sie teilte sich den Markt mit einigen weiteren lokalen Zeitungen und hatte in dieser Phase keine herausgehobene Bedeutung. Anders als die christlich-sozialen Konkurrenten Das Volk und Siegerländer Volksfreund vertrat sie keine parteipolitische Linie, sondern einen konservativ-liberalen Kurs. Dafür steht ihre kritische Haltung gegenüber den antisemitischen Kampagnen der im Siegerland starken Christlich-Sozialen in den 1880er und 1890er Jahren.
Eine betont politische Rolle gab sich die Siegener Zeitung in der Weimarer Republik. Ohne ein enges parteipolitisches Profil zu vertreten, sah sie sich doch als Teil und Sprachrohr des mehrheitlich antidemokratischen „vaterländischen Lagers“, dem auch die antisemitischen Parteien DNVP bzw. EVD und NSDAP angehörten. DNVP und EVD waren im Siegerland die organisatorischen Nachfolger der Christlich-Sozialen des Kaiserreichs und dominierten bis zur Ablösung durch die NS-Bewegung zu Beginn der 1930er Jahre in Politik und Gesellschaft.

Schon früh bot die Siegener Zeitung den Nationalsozialisten propagandistische Möglichkeiten. So berichtete sie nach dem missglückten Hitler-Ludendorff-Putsch – umfangreich Hitler-Ausführungen referierend und distanzlos-affirmativ – über den anschließenden Prozess. In der Verbotsphase der NSDAP veröffentlichte sie die Wahlwerbung ihrer Ersatzorganisationen und beteiligte sich 1924 durch eine umfangreiche Berichterstattung an der Mobilisierung und Werbung für einen sog. Deutschen Tag der Rechtsorganisationen, der vor allem von Mitgliedern der verbotenen NSDAP organisiert wurde und als republik- und verfassungsfeindlich zunächst vom preußischen Innenminister verboten worden war. Mit einer poetischen Widmung ihres Chefredakteurs begrüßte sie aus diesem Anlass den Putschanführer und Nationalsozialisten Ludendorff.

Aufmacher, 27. März 1933

 Wiederholt drohte der Regierungspräsident dem Blatt, das unter laufender Beobachtung stand, Sanktionen wegen „antirepublikanischer“ Aktivitäten an.
Auf den Reichstagsbrand am 27. Februar 1933 reagierte die Siegener Zeitung mit der Aufforderung, „zum Schutz der bedrohten staatlichen Ordnung mit den schärfsten Machtmitteln einzugreifen“. „Nach den Wahlen dürften wir aber noch zu ganz anderen Dingen kommen.“
Kurz nach der endgültigen Machtübernahme durch die Nationalsozialisten und ihre deutschnationalen Verbündeten erklärte die Siegener Zeitung sich im Mai 1933 zum „Organ des nationalsozialistischen deutschen Staates und des unter Adolf Hitlers Führung erwachten Volkes“. Es kam zu einem Konflikt mit der offiziellen Parteizeitung National-Zeitung, in dessen Ergebnis die Siegener Zeitung gezwungen war, einen Rückzieher zu machen. Die beiden waren die einzigen verbliebenen Siegerländer Tageszeitungen. 1943 schlossen sie sich in einem gemeinsam getragenen Verlag zusammen. Während der Titel National-Zeitung nun unterging, erschien die Siegener Zeitung ab 1. April 1943 unter Beteiligung der bisherigen Verlegerfamilie Vorländer in der Foerster & Vorländer KG weiter. Das Druckgeschäft verblieb bei der Vorländer KG.
Mit dem Ende des Nationalsozialismus endete in der britischen Zone das Erscheinen der vorgeblich unpolitischen „Heimatzeitungen“, damit auch der Siegener Zeitung. Die Herausgabe einer Zeitung bedurfte einer Lizenz durch die Militärbehörden, die die vormaligen Verleger der Siegener Zeitung nicht erhielten, weil ihr Blatt „als zu reaktionär“ galt. Auch im Siegerland lizenzierten die Militärbehörden mit der Westfälischen Rundschau (SPD), der Westfalenpost (CDU) und der Freiheit (KPD) auf einen antinazistischen Konsens verpflichtete Parteizeitungen. Sowohl verbale Vorstöße des Verlegers Johannes Rothmaler bei der Militärverwaltung mit weitgehenden Eingeständnissen – „Deutschland“ treffe eine „schwere Schuld“, „eine siegreiche Armee“ habe eine „Befreiung“ bewirkt – als auch der Versuch einer gemeinsamen Zeitung „für Religion und Sozialismus, für Heimat und Völkerversöhnung“ mit der SPD in der Herausgeberschaft des Sozialdemokraten Fritz Fries blieben erfolglos.
Ab 1. November 1949 durfte die Zeitung wieder erscheinen. Der neue Schriftleiter Siegfried Kappe-Hardenberg erklärte in einem programmatischen Leitartikel rückblickend die vorausgegangenen Jahrzehnte „in ihrem Auf und Nieder“. Ihm trete dabei „die Unbeständigkeit der Welt“ vor Augen. Die nationalsozialistische Herrschaft sah er „nicht allein [als] das Werk Hitlers“, sondern „im großen Maße“ als das seiner Gegner sowie als Ergebnis der „Haltung des Auslandes“. Die rechtskonservativen und deutschnationalen Unterstützer und Bündnispartner der NSDAP, zu denen auch die Zeitung gehört hatte, nannte er nicht. Das Nichterscheinen der Zeitung wurde u. a. damit begründet, die potentiellen Leser seien vier Jahre lang Opfer jener „geistigen Taschenspieler unserer Zeit“ geworden, deren „Tricks“ nur von der „russischen Atombombe ablenken sollen“.

## Überlieferungsgeschichte
Die Überlieferung zur Geschichte der Zeitung wie insgesamt zur Siegerländer Geschichte als „Heimatgeschichte“ liegt in hohem Maße bei der Zeitung selbst und bei dem herausgebenden Verlag, der einschlägige Artikel in Mehrfachverwertung separat in eigenständigen Publikationen weitere Male veröffentlicht. „Die traditionelle Linie einer konservativen Geschichtsbetrachtung“, so eine Bewertung der vom Verlag vertretenen Vergangenheitspolitik aus den ausgehenden 1980er Jahren, sei dabei durch die Jahrzehnte „dominierend geblieben“. Sie beheimate oft ausgesprochen rückwärtsgewandte Vertreter des Heimatmilieus, für die exemplarisch jemand wie Lothar Irle stehe. Widerlegt wurde diese Feststellung bislang nicht.
Die Zeitung ist weitgehend vollständig archiviert. Gut archiviert sind zwei ebenfalls dem vormaligen „vaterländischen Lager“ zuzurechnende Blätter, Das Volk (christlich-sozialer Flügel der DNVP) und (Siegerländer) National-Zeitung (NSDAP). Da die Siegener Volkszeitung (SPD), das Sieg-Rheinische Volksblatt (Zentrum) und die Siegerländer Tagespost als ihre früheren Kontrahenten nur noch in wenigen Exemplaren vorhanden sind, ergibt sich, dass es nur eine eng begrenzte zeitgeschichtliche Gegenüberlieferung zur einseitig ausgerichteten Haus- und Heimatgeschichtsschreibung der Siegener Zeitung und des Verlags Vorländer gibt.

## Aktuelle Situation
Die Zeitung nahm und nimmt seit ihrem Wiedererscheinen 1949 einen parteipolitisch ungebundenen Platz innerhalb des rechten, konservativen Meinungsspektrums ein und beschreibt sich wiederum als „Heimatzeitung“. In den 1980er-Jahren war Heinz Adam (* 1918) Vertriebsleiter und Geschäftsführer der Siegener Zeitung.
Bis zum September 2000 erschien die Siegener Zeitung als Mittagszeitung. Sie war eines der letzten deutschen Blätter dieses Typs.

Mittlerweile erscheint „dat Blättche“, wie es volkstümlich gern bezeichnet wurde, im 198. Jahrgang (2020), seit langem im Verlag Vorländer und Rothmaler GmbH & Co. KG. Verleger ist Wolfgang Rothmaler, Chefredakteur Markus Vogt.

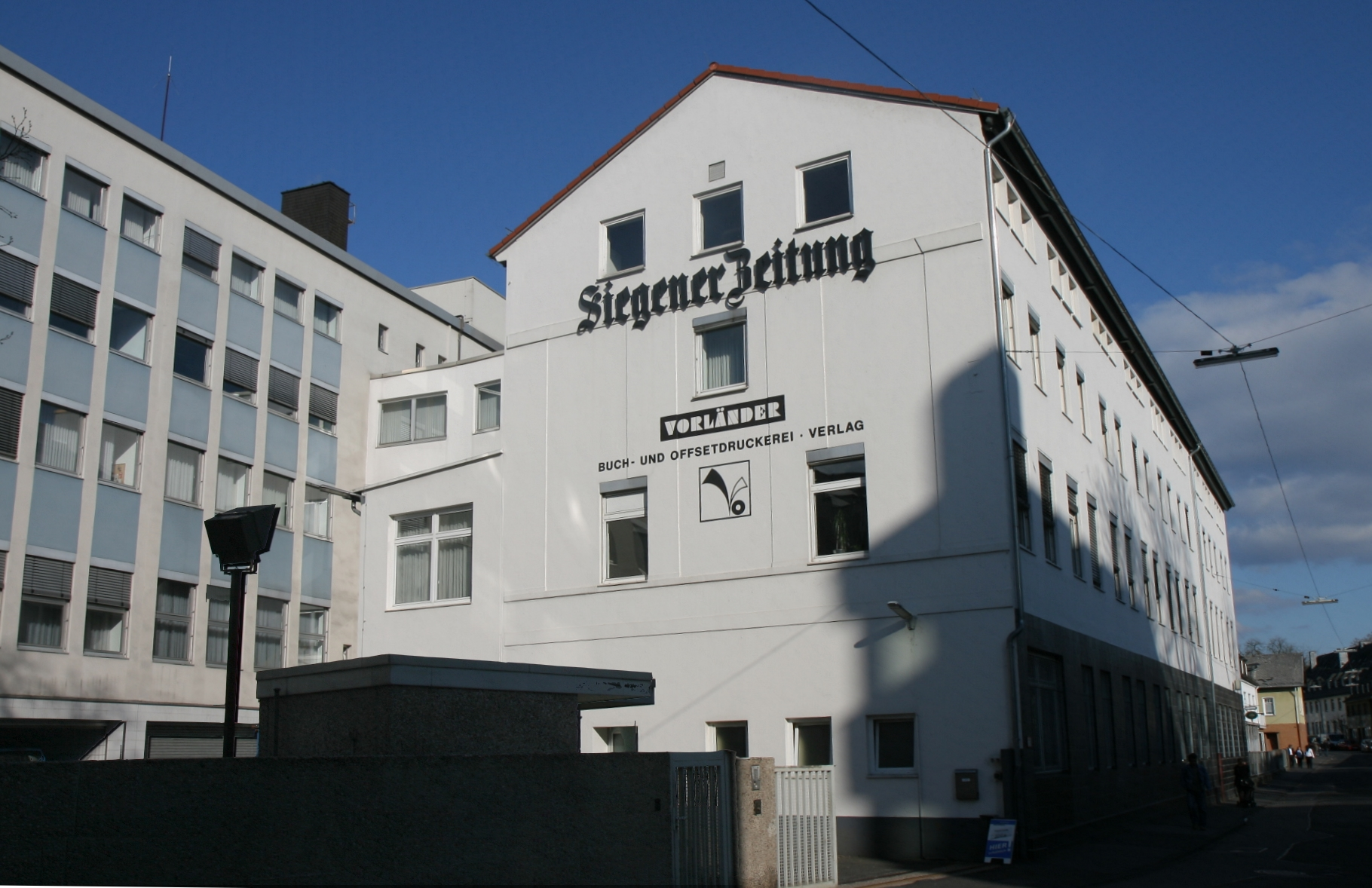
Verlagsgebäude in Siegen

Verlagssitz mit zentraler Redaktion ist Siegen. Lokale Ausgaben erscheinen im Kreisgebiet für das Siegerland und mit lokalen Teilausgaben im Wittgensteiner Land sowie in den angrenzenden Kreisen Olpe und Altenkirchen. Redaktionsbüros werden in Bad Berleburg, Betzdorf, Kreuztal und Olpe unterhalten.
Die lokalen Seiten sind als erstes Buch der Heimatzeitung in den überregionalen Nachrichtenteil eingeschoben. Einen Mantelteil wie bei vielen regionalen und überregionalen Tageszeitungen gibt es bei der Siegener Zeitung nicht.
Im Oktober 2016 startete die Siegener Zeitung ihr Jobportal „57jobs.de“, auf dem alle Stellenanzeigen veröffentlicht werden, die auch in der Printausgabe erscheinen.

## Auflage
Die Siegener Zeitung hat wie die meisten deutschen Tageszeitungen in den vergangenen Jahren an Auflage eingebüßt. Die verkaufte Auflage ist in den vergangenen 10 Jahren um durchschnittlich 3,7 % pro Jahr gesunken. Im vergangenen Jahr hat sie um 6,1 % abgenommen. Sie beträgt gegenwärtig 36.773 Exemplare. Der Anteil der Abonnements an der verkauften Auflage liegt bei 89,7 Prozent.
| 1998  | 1999  | 2000  | 2001  | 2002  | 2003  | 2004  | 2005  | 2006  | 2007  | 2008  | 2009  | 2010  | 2011  | 2012  | 2013  | 2014  | 2015  | 2016  | 2017  | 2018  | 2019  | 2020  | 2021  | 2022  | 2023  | 2024  |
| ----- | ----- | ----- | ----- | ----- | ----- | ----- | ----- | ----- | ----- | ----- | ----- | ----- | ----- | ----- | ----- | ----- | ----- | ----- | ----- | ----- | ----- | ----- | ----- | ----- | ----- | ----- |
| 62772 | 62114 | 60980 | 60460 | 59907 | 59849 | 59616 | 59517 | 59361 | 58741 | 57076 | 56900 | 56409 | 55111 | 54309 | 54885 | 53539 | 52153 | 51081 | 49972 | 48548 | 46895 | 46217 | 44753 | 41579 | 39174 | 36773 |

## Verleger/Verlagsleiter
- Jacob Heinrich Vorländer (1823–1825)
- Wilhelm Vorländer (-1923)
- Fritz Vorländer (1923–1945, 1949–1956)[24]
- Wilhelm Thöne (1943–1945)[25]
- Johannes Rothmaler (1923–1945, 1949–1957)
- Wolfgang Rothmaler (1957–2020)
- Heinz Vorländer (1957–2005)[26][27]

## Chefredakteure
- Walter Weilshaeuser (1920–1939, 1949–1957)
- Friedrich Alfred Beck (1939ff.)
- Heinrich Schleichert[28]
  - in „Abwesenheit“ von Schleichert (1943ff.) dessen Stellvertreter Carl Steingaß
- Siegfried Kappe-Hardenberg (1949)[29]
- Walter Weilshaeuser (1920–1939, 1949–1957)
- Wilhelm Müller-Müsen (1957–1981)[30]
- Eberhard Winterhager (1981–2007)
- Dieter Sobotka (2007–2020)
- Markus Vogt (seit 1. Februar 2020)[31]